# HD 38089
HD 38089，又名BD-06 1293，SAO 132477、HR 1967，是一颗恒星，视星等为6.02，位于銀經211.24，銀緯-18.32，其B1900.0坐标为赤經5h 38m 2.4s，赤緯-6° -18.32′ 43″。